# 小野上站
小野上站（日语：／ Onogami eki */?）是位於群馬縣澀川市村上3330番2號，東日本旅客鐵道（JR東日本）的吾妻線車站。

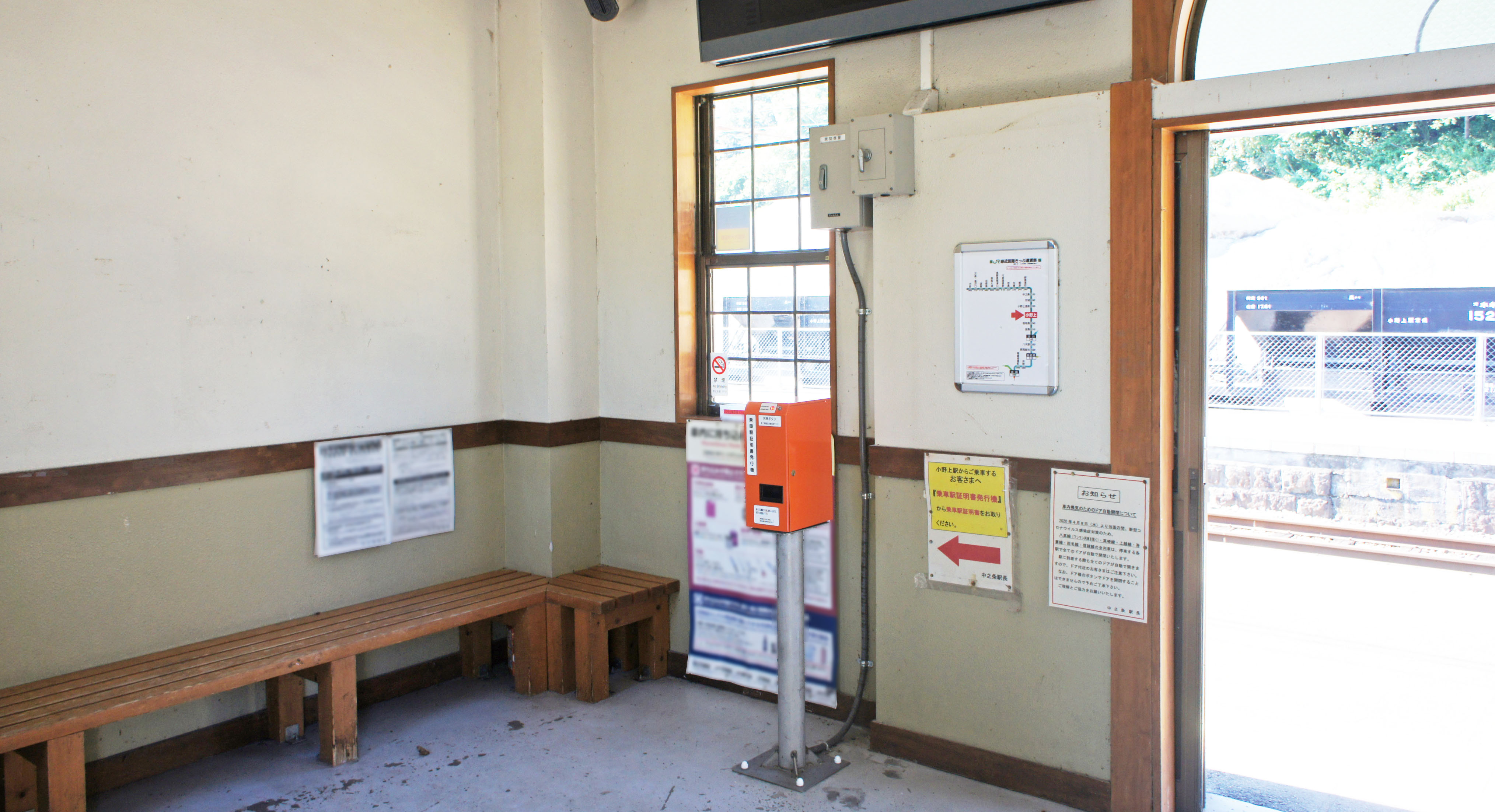
車站內部(2021年7月)

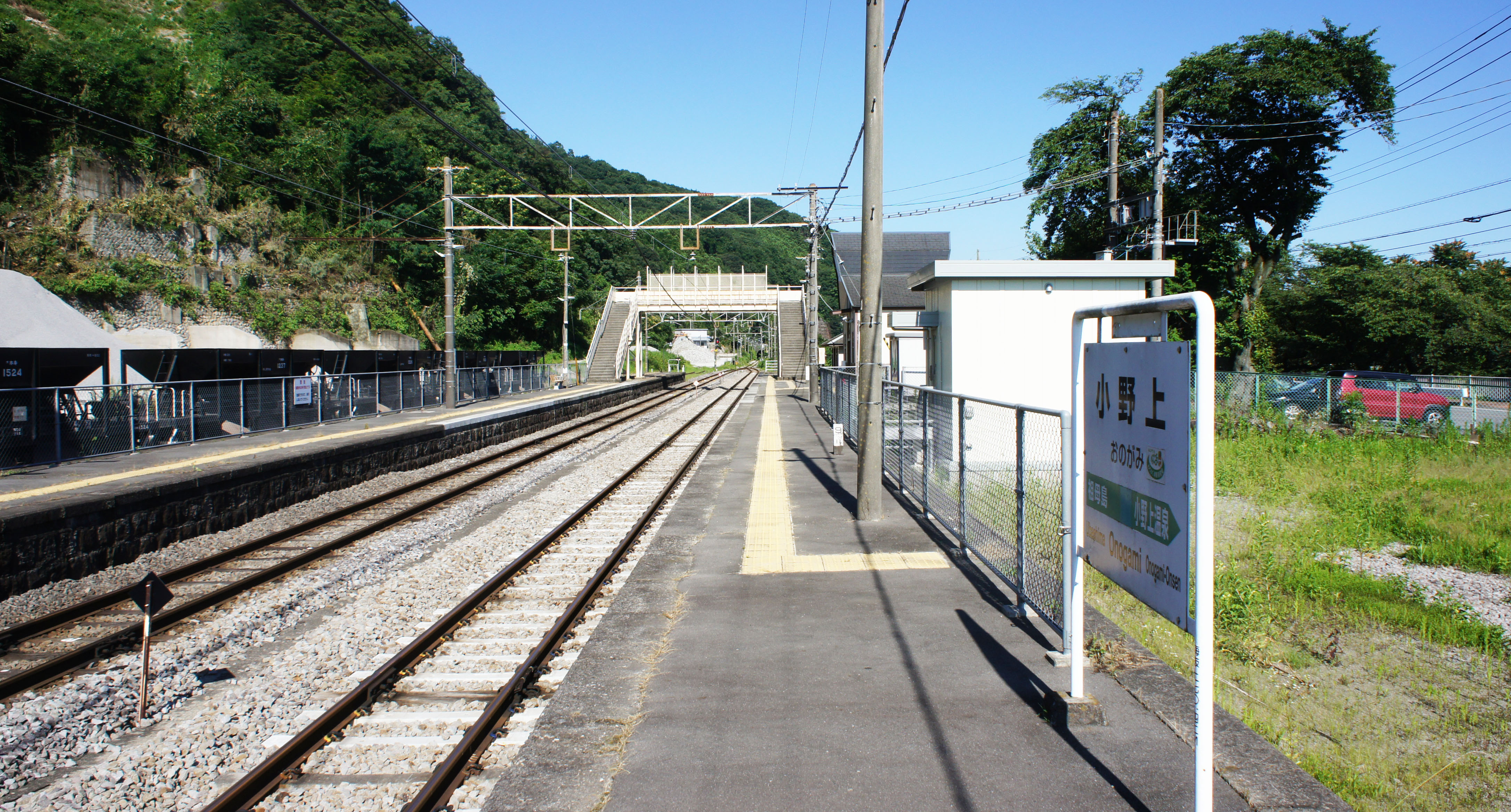
月台(2021年7月)

## 歷史
- 1945年（昭和20年）11月20日：車站啟用[1]。
- 1987年（昭和62年）4月1日：伴隨國鐵分割民營化，車站由東日本旅客鐵道（JR東日本）營運[2]。
- 2003年（平成15年）2月1日：成為無人車站。
- 2007年（平成19年）：車站大樓翻新[1]。
- 2014年（平成26年）10月1日：此站編入至東京近郊區間[3]。

## 車站構造
本站是地面車站，設有1面1線的單式月台和1面2線的島式月台，共有2面3線的月台。但是，在島式月台外側（靠近山邊）的3號月台上經常停泊了漏斗車（HoKi800形貨車）。而該月台上設有柵欄。另外，該月台路軌不能連接澀川一方的本線，因此沒有旅客列車使用。各月台之間設有跨線橋連接。以設有側線讓貨車使用。
此站是由中之條站管理的無人車站。設有簡易自動售票機，可購買近距離車票。2007年舊木造站房被拆毀，隨後新建混凝土造的站房。車站後方的山邊可開採安山岩等。JR東日本高崎分社管內會在此處採集礫石，因此此站設有貨物專用設備。雖然吾妻線沒有正規的貨物業務，但是在此站至高崎編組場之間會設有不定期的工程列車行走。因此，上述提及的漏斗車是用作運送礫石。

### 月台
| 月台 | 路線    | 上下行 | 方向             |
| ---- | ------- | ------ | ---------------- |
| 1    | ■吾妻線 | 下行   | 長野原草津口方向 |
| 2    | ■吾妻線 | 上行   | 澀川、高崎方向   |

參考

## 使用狀況
以下為1日平均乘車人次：
| 年度   | 一日平均 乘車人次 |
| ------ | ----------------- |
| 2002年 | 127               |
| 2003年 | 125               |
| 2004年 | 123               |
| 2005年 | 127               |
| 2006年 | 119               |
| 2007年 | 124               |
| 2008年 | 125               |
| 2009年 | 134               |
| 2010年 | 124               |
| 2011年 | 113               |

## 車站周邊
車站位於澀川市，但是實際上車站靠近吾妻郡東吾妻町的邊界，因此此站比較接近東吾妻町的設施。舊小野上村中心距離此站以東約1公里。由於車站位於吾妻川與山之間的狹窄空間，因此車站附近的民居較少。鄰站祖母島站較多公共設施。
- 吾妻川（日语：吾妻川）
- 國道353號（日语：国道353号）
- 中央橋
- 東吾妻町立東小學
- 箱島郵局
- 澀川市政廳小野上綜合分所（舊・小野上村（日语：小野上村）公所）
- 澀川市立小野上小學
- 小野上郵局

## 巴士路線
| 乘車處 | 系統         | 主要途經                 | 目的地         | 巴士公司 | 備註           |
| ------ | ------------ | ------------------------ | -------------- | -------- | -------------- |
|        | 小野上溫泉線 |                          | 小野上溫泉中心 | 關越交通 | 星期日暫停服務 |
|        | 小野上溫泉線 | 小野子、長尾小學下       | 澀川站         | 關越交通 | 星期日暫停服務 |
|        | 原町湯中子線 |                          | 湯中子         | 関越交通 | 星期日暫停服務 |
|        | 原町湯中子線 | 箱田、太郎谷戶、日赤醫院 | 群馬原町站     | 関越交通 | 星期日暫停服務 |

## 相鄰車站
東日本旅客鐵道（JR東日本）
■吾妻線
祖母島－小野上－小野上溫泉

## 注腳
1. 1 2 3 4 5 6 7  . 週刊朝日百科. 12号 大宮駅・野辺山駅・川原湯温泉駅ほか. 朝日新聞出版. 2012-10-28: 24 （日语）.
2. ↑  『交通年鑑 昭和63年版』 交通協力會，1988年3月。
3. ↑   (PDF) (新闻稿). 東日本旅客鐵道. 2014-05-26  [2020-05-24]. （原始内容 (PDF)存档于2019-06-29） （日语）.
4. ↑  JR東日本:駅構内図 （页面存档备份，存于）（日語）
5. ↑  群馬縣統計年鑑

## 外部連結
- 車站資訊（小野上）：東日本旅客鐵道（日語）